# Алвес Тиноко, Алфредо
Алфредо Алвес Тиноко (порт.-браз. Alfredo Alves Tinoco; 2 декабря 1904, Рио-де-Жанейро — 4 июля 1975, Рио-де-Жанейро) — бразильский футболист, полузащитник.

## Биография
Тиноко выступал за клуб «Васко да Гама» с 1929 по 1934 год. С этой командой он выиграл два титула чемпиона Лиги Кариоки.
В 1934 году Тиноко в составе сборной Бразилии поехал на чемпионат мира. Там в первой же игре Бразилия проиграла Испании и выбыла из турнира. Тиноко провёл на поле в этой игре все 90 минут. За национальную команду полузащитник сыграл ещё одну встречу, 24 июня того же года со сборной Каталонии (2:2), ставшую для него последней за национальную команду.

## Международная статистика
| Матчи Тиноко за сборную Бразилии | Матчи Тиноко за сборную Бразилии | Матчи Тиноко за сборную Бразилии | Матчи Тиноко за сборную Бразилии | Матчи Тиноко за сборную Бразилии | Матчи Тиноко за сборную Бразилии | Матчи Тиноко за сборную Бразилии |
| -------------------------------- | -------------------------------- | -------------------------------- | -------------------------------- | -------------------------------- | -------------------------------- | -------------------------------- |
| №                                | Дата                             | Место проведения                 | Оппонент                         | Счёт                             | Голы                             | Турнир                           |
| 1                                | 27 мая 1934                      | Генуя                            | Испания                          | 1:3                              | —                                | Чемпионат мира                   |
| 2                                | 24 июня 1934                     | Жирона                           | Каталония                        | 2:2                              | —                                | Товарищеский матч                |

## Достижения
- Чемпион Федерального округа (1891—1960) (2): 1929, 1934